# Teixeira de Freitas
Teixeira de Freitas é um município brasileiro do estado da Bahia. Localiza-se no extremo sul do estado, distante 854 km da capital. É a maior cidade da sua Região Geográfica Imediata e a oitava maior do estado da Bahia. O município possui área territorial de 1 165,6 km², elevação de 109 m e temperatura média anual de 24,3 °C.
A cidade foi fundada no ano de 1985, desmembrando-se dos municípios de Alcobaça e Caravelas. Embora seja mais nova que os municípios vizinhos, Teixeira de Freitas consolidou-se como a principal cidade da região. A população do município se expande a uma taxa 2,4 vezes maior que a Bahia e 1,6 maior que o Brasil, tendo aumentado 87% do seu número de habitantes nos últimos 25 anos.

## História
A emancipação do município foi estabelecida pela Lei 4.452 de 9 de maio de 1985. A instalação se deu em 1º de janeiro de 1986, tendo a população da cidade aumentado enormemente desde então. A área do município é de 1.157,4 km². A história da cidade, embora recente, guarda aspectos pitorescos e valiosos que auxiliam a analisar a situação socioeconômica atual no município. Vários destes aspectos foram relatados por antigos moradores e, entre eles o fato de que em 1965/66 já existiam vários núcleos que, embora vizinhos, pertenciam a municípios diferentes: é o caso de Vila Vargas, Jerusalém, São Lourenço e do bairro rural Duque de Caxias, que pertenciam ao município de Caravelas. Monte Castelo, Bairro da Lagoa (onde está o shopping Teixeira Mall Center) e Buraquinho pertenciam a Alcobaça. Teixeira de Freitas foi criada com o desmembramento de terras de Alcobaça e Caravelas.
Mesmo sem contar com qualquer infraestrutura, inclusive energia elétrica e vias de acesso razoáveis, estes núcleos atraíram contingentes migratórios consideráveis e, no ano de 1980 Teixeira de Freitas era um expressivo centro regional, com mais de 60.000 habitantes, sem mesmo ser emancipado politicamente, enquanto cidades vizinhas centenárias fundadas nos séculos XV e XVI, como Caravelas, Alcobaça e Mucuri, permanecem até atualmente com uma população de poucas dezenas de milhares de habitantes.

## Geografia

### Clima
O clima de Teixeira de Freitas é considerado tropical (do tipo Am na classificação climática de Köppen-Geiger), com chuvas significativas na maioria dos meses e temperatura média anual de 24,0 °C. Agosto é o mês mais seco do ano, apresentando uma média de 37 mm e novembro é o mês de maior precipitação, com uma média de 142 mm. O mês mais quente do ano é Fevereiro com uma temperatura média de 26,3 °C, enquanto Julho é o mais frio, apresentando uma temperatura média de 21,7 °C. A precipitação média anual é de 937 mm.
| Dados climatológicos para Teixeira de Freitas | Dados climatológicos para Teixeira de Freitas | Dados climatológicos para Teixeira de Freitas | Dados climatológicos para Teixeira de Freitas | Dados climatológicos para Teixeira de Freitas | Dados climatológicos para Teixeira de Freitas | Dados climatológicos para Teixeira de Freitas | Dados climatológicos para Teixeira de Freitas | Dados climatológicos para Teixeira de Freitas | Dados climatológicos para Teixeira de Freitas | Dados climatológicos para Teixeira de Freitas | Dados climatológicos para Teixeira de Freitas | Dados climatológicos para Teixeira de Freitas | Dados climatológicos para Teixeira de Freitas |
| Mês                                           | Jan                                           | Fev                                           | Mar                                           | Abr                                           | Mai                                           | Jun                                           | Jul                                           | Ago                                           | Set                                           | Out                                           | Nov                                           | Dez                                           | Ano                                           |
| --------------------------------------------- | --------------------------------------------- | --------------------------------------------- | --------------------------------------------- | --------------------------------------------- | --------------------------------------------- | --------------------------------------------- | --------------------------------------------- | --------------------------------------------- | --------------------------------------------- | --------------------------------------------- | --------------------------------------------- | --------------------------------------------- | --------------------------------------------- |
| Temperatura máxima média (°C)                 | 30,6                                          | 31,1                                          | 30,6                                          | 28,8                                          | 27,2                                          | 26,1                                          | 25,4                                          | 26,1                                          | 27,5                                          | 28,7                                          | 28,8                                          | 30,0                                          | 28,4                                          |
| Temperatura média (°C)                        | 26,0                                          | 26,3                                          | 26,0                                          | 24,8                                          | 23,2                                          | 22,0                                          | 21,3                                          | 21,7                                          | 22,9                                          | 24,0                                          | 24,6                                          | 25,5                                          | 24,0                                          |
| Temperatura mínima média (°C)                 | 22,6                                          | 22,7                                          | 22,7                                          | 21,7                                          | 20,2                                          | 18,9                                          | 18,0                                          | 18,1                                          | 19,3                                          | 20,7                                          | 21,6                                          | 22,3                                          | 20,7                                          |
| Precipitação (mm)                             | 84                                            | 68                                            | 126                                           | 84                                            | 57                                            | 44                                            | 43                                            | 37                                            | 40                                            | 87                                            | 142                                           | 125                                           | 937                                           |
| Fonte: Climate-Data (médias de temperatura).  |                                               |                                               |                                               |                                               |                                               |                                               |                                               |                                               |                                               |                                               |                                               |                                               |                                               |

## Demografia
| Evolução populacional de Teixeira de Freitas |
| -------------------------------------------- |

Em 2016, a população do município foi contada pelo Instituto Brasileiro de Geografia e Estatística (IBGE) em 159 813 habitantes. Porém no censo de 2010, quando a cidade possuía 138 341 habitantes, foram levantados dados de que 68 077 (49,21%) eram homens e 70 264 (50,79%) eram mulheres. Ainda segundo o mesmo censo, 129 263 habitantes (93,44%) viviam na zona urbana e 9 078 (6,56%) na zona rural. Entre 2000 e 2010, a população de Teixeira de Freitas cresceu a uma taxa média anual de 2,56%, mais que o dobro da média do Brasil naquele período. O censo também apontou que a taxa de urbanização do município era de 93,44%. Da população total em 2010, 36 779 habitantes (26,59%) tinham menos de 15 anos de idade, 93 208 habitantes (67,38%) tinham de 15 a 64 anos e 8 354 pessoas (6,04%) possuíam mais de 65 anos, sendo que a esperança de vida ao nascer era de 73,0 anos e a taxa de fecundidade total por mulher era de 2,1.
O Índice de Desenvolvimento Humano Municipal (IDH-M) de Teixeira de Freitas é considerado médio, segundo o Programa das Nações Unidas para o Desenvolvimento (PNUD) no ano de 2010. Seu valor era de 0,685, sendo o 14º maior, entre os 417 municípios da Bahia e 2 309º maior, entre os 5 565 municípios do Brasil. Considerando apenas a educação, o índice era de 0,588, o índice da longevidade era de 0,800; e o de renda era de 0,683. Entre 1991 e 2010, a renda per capita média do teixeirense subiu de R$ 280,16 para R$ 560,73, apresentando um aumento total de 100,15%. Isso significa que a renda média da população cresceu a uma taxa 3,72% ao ano. A proporção de pessoas pobres, ou seja, com renda domiciliar per capita inferior a R$ 140,00 era de 15,92% em 2010. Já a população considerada extremamente pobre, com renda domiciliar per capita inferior a R$ 70,00, era de 5,39% no mesmo ano. O Coeficiente de Gini, que mede a desigualdade social, era de 0,53.

## Economia
| Divisão do PIB de Teixeira de Freitas (2014) | Divisão do PIB de Teixeira de Freitas (2014) |
| -------------------------------------------- | -------------------------------------------- |
| Setor                                        | Valor                                        |
| Setor primário                               | R$ 72.792.000,00                             |
| Setor secundário                             | R$ 226.694.000,00                            |
| Setor terciário                              | R$ 1.056.306.000,00                          |
| Administração pública                        | R$ 388.092.000,00                            |
| Impostos                                     | R$ 197.640.000,00                            |
| Total                                        | R$ 1.941.525.000,00                          |

O Produto Interno Bruto (PIB) de Teixeira de Freitas em 2014 era de aproximadamente 2 bilhões de reais. Do valor total do PIB teixeirense no referido ano, 72,8 milhões advieram do setor primário, 226,7 milhões do setor secundário, 1,1 bilhão do setor terciário, 388,1 milhões da Administração pública e 197,6 milhões foram arrecadados com impostos sobre produtos líquidos de subsídios. O PIB per capita era de 12,5 mil reais.
Em 2010 havia 93 354 habitantes acima de 18 anos no município. Dessa faixa etária, 65 236 (69,9%) eram economicamente ativos e estavam ocupados, enquanto outros 9 326 (10%) estavam desocupados. Os demais 18 792 (21%) foram considerados economicamente inativos. Das pessoas ocupadas, 22,75% trabalhavam no setor agropecuário, 2,82% na indústria extrativa, 6,45% na indústria de transformação, 8,80% no setor de construção, 1,06% nos setores de utilidade pública, 15,06% no comércio e 37,21% no setor de serviços.

## Infraestrutura

### Educação

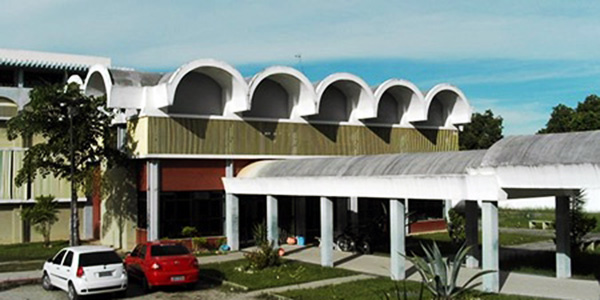
Centro Territorial de Educação Profissional do Extremo Sul (CETEPES)

No ano de 2015, o município contava com 50 instituições pré-escolares, 76 do ensino fundamental e 12 do ensino médio. Ao total são 30 131 matriculas, com efetivo de 194 docentes na pré-escola, 930 no ensino fundamental e 337 no ensino médio.
O Índice de Desenvolvimento da Educação Básica (IDEB) entre as escolas públicas de Teixeira de Freitas era, no ano de 2013, de 4,4 nos anos iniciais e 3,5 nos anos finais. O município estava na 68º posição entre os 417 municípios da Bahia, quando avaliados os alunos dos anos iniciais e na 86º posição quando avaliado o IDEB dos anos finais. Ao nível nacional, Teixeira de Freitas estava na 3 618º posição entre os 5 565 municípios, quando avaliados os anos iniciais e na 3 779º quando avaliados os anos finais.

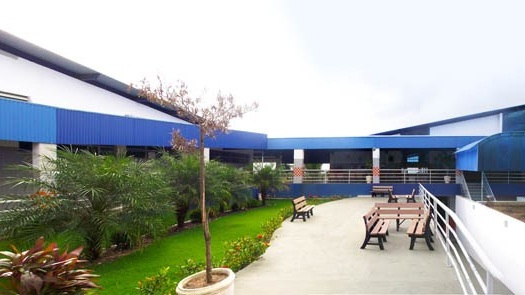
Faculdade do Sul da Bahia (FASB)

O indicador de educação do Índice de Desenvolvimento Humano Municipal (IDH-M) de 2010 foi de 0,588, enquanto o da Bahia e do Brasil foram de 0,555 e 0,637, respectivamente. Em 1991, esse índice era de apenas 0,169, mostrando que o IDH-M Educação do município aumentou quase 3,5 vezes nesse período. Considerando-se a população municipal de 25 anos ou mais de idade, 19,04% eram analfabetos, 44,84% tinham o ensino fundamental completo, 32,11% possuíam o ensino médio completo e 6,69%, o superior completo.
Teixeira de Freitas é referência na educação regional, oferecendo cursos de ensino técnico e superior para a população local e de cidades próximas. O município possui um campus do Instituto Federal Baiano (IF Baiano), o campus Paulo Freire da Universidade Federal do Sul da Bahia (UFSB), o campus X da Universidade do Estado da Bahia (UNEB), dois campi da Faculdade do Sul da Bahia (FASB), um campus da Faculdade Pitágoras (Pitágoras), além de outras instituições de ensino técnico e superior.
| Ensino pré-escolar | 3 426  | 194 | 50 |
| Ensino fundamental | 21 686 | 930 | 76 |
| Ensino médio       | 5 019  | 337 | 12 |

### Transportes
Aeroviário

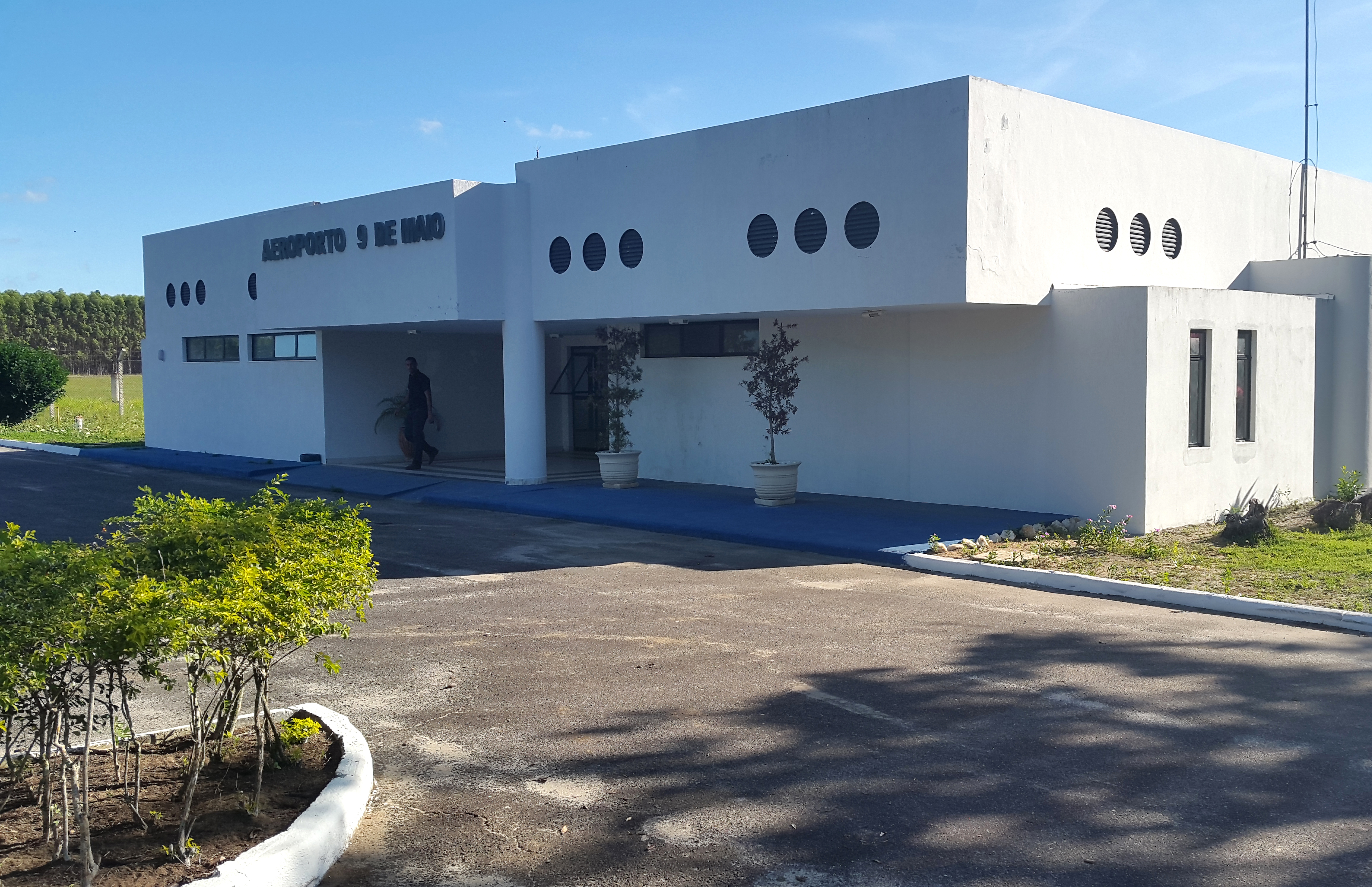
Aeroporto 9 de Maio

A cidade de Teixeira de Freitas possui o Aeroporto 9 de Maio (IATA: TXF, ICAO: SNTF), localizado a 8 km do centro da cidade, na rodovia BA-290. A área de influência do aeroporto abrange parte do leste de Minas Gerais, a região norte do Espírito Santo e parte do extremo sul da Bahia. A Azul Linhas Aéreas Brasileiras é a única empresa comercial operando no município e oferece voos diários (exceto aos sábado) para o Aeroporto Internacional Tancredo Neves (Confins/Belo Horizonte), onde o usuário pode fazer conexão para outros destinos.
O Aeroporto 9 de Maio está sob administração da AGERBA e a sua pista possui 1 460 m de comprimento, 30 m de largura e 105 m de elevação. Atualmente está em análise a inclusão de novos voos diretos, com destinos para Salvador (BA) e Vitória (ES) .
Rodoviário

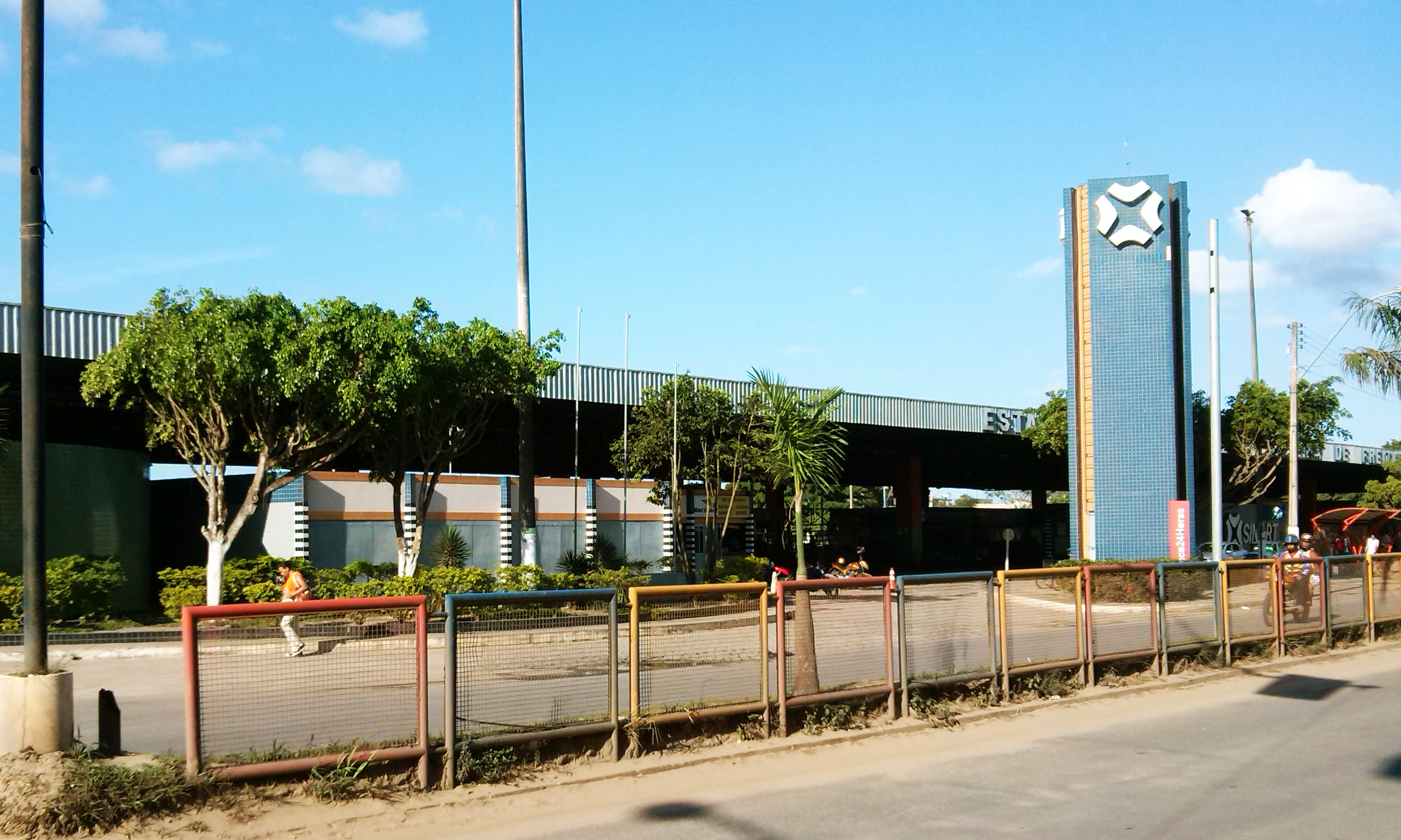
Estação Rodoviária de Tx. Freitas

Teixeira de Freitas é cruzada pelas rodovias BR-101 e BA-290, ficando a 64 km do litoral, 81 km da divisa entre a Bahia e o Espírito Santo e 84 km da divisa entre a Bahia e Minas Gerais. A cidade se encontra na rota de grandes centros urbanos, como Salvador (BA), Vitória (ES) e Belo Horizonte (MG), além de praias requisitadas e cidades históricas, como Porto Seguro (BA). Tudo isso somado ao fato de Teixeira de Freitas ser um importante polo regional, contribui para que o fluxo de viajantes pelo município seja elevado.

O terminal rodoviário da cidade se situa na Avenida Paulo Souto, no bairro Jardim Planalto, a apenas 1 km da rodovia BR-101. É administrado pela empresa SINART e é um dos mais importantes do estado. São oferecidos destinos para vários locais da Bahia, Espírito Santo e Minas Gerais, além de metrópoles de outros estados, principalmente das regiões Sudeste e Centro-Oeste. As viações Águia Branca, Riodoce e Gontijo são algumas das empresas que operam no município.
Urbano

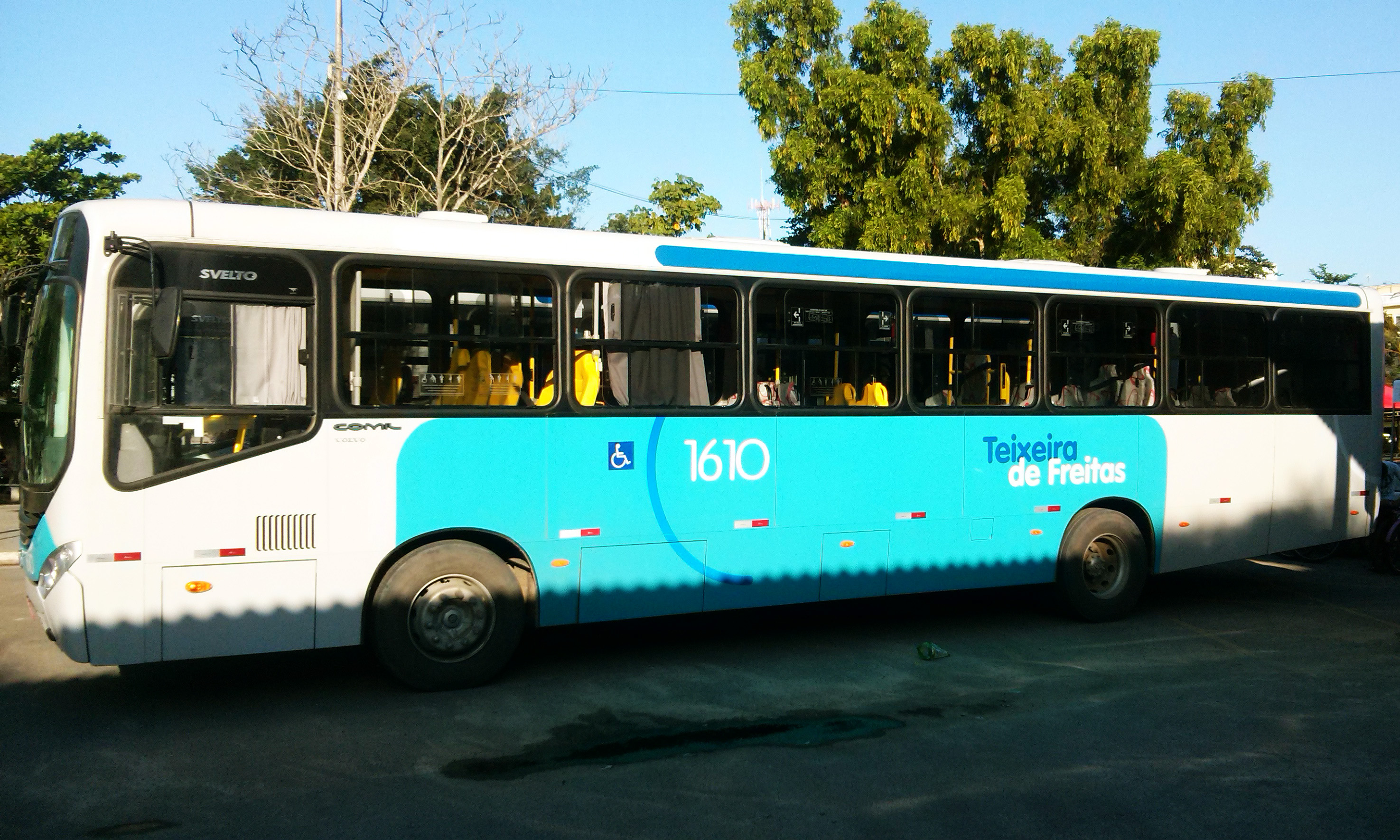
Ônibus Coletivo de Tx. Freitas

O trânsito de Teixeira de Freitas é controlado pelo Conselho Municipal de Trânsito e Transporte (CMTT), vinculado à Secretaria Municipal de Infra-Estrutura e Transporte. Devido ao pouco tempo de existência do município, seguido do rápido desenvolvimento urbano, Teixeira de Freitas ainda apresenta muitas vias sem pavimentação. Esse talvez seja o maior problema que o município enfrenta atualmente. Formam-se vários pontos de alagamento pela cidade quando chove, mas aos poucos esses problemas estão sendo sanados.
O transporte coletivo do município é integrado, portanto aqueles que possuem o cartão de bilhetagem eletrônica podem efetuar o transbordo de ônibus no terminal urbano da cidade, que fica localizado no Centro. A empresa encarregada do transporte público entre os bairros é a Viação Santa Clara. Teixeira de Freitas também conta com serviços de táxi e moto-táxi.

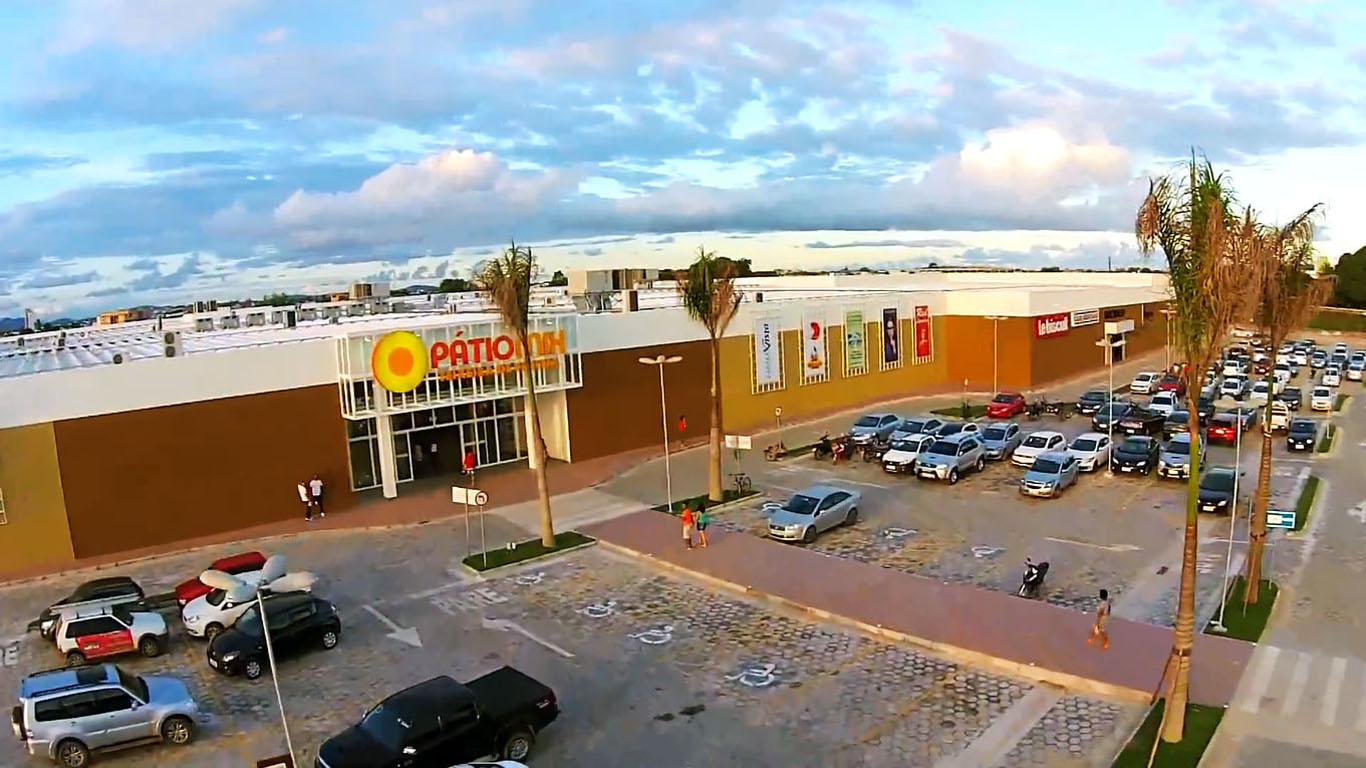
Shopping PátioMix Teixeira de Freitas

No ano de 2015, a cidade contava com uma frota de 55 207 veículos, sendo 19 758 automóveis, 1 593 caminhões, 456 tratores, 5 767 caminhonetes, 692 camionetas, 127 micro-ônibus, 19 363 motocicletas, 5 649 motonetas, 388 ônibus, 193 utilitários e 2 221 veículos de outros tipos.

### Segurança pública
Infelizmente a Bahia é um dos estados mais inseguros do país. No último censo levantado pelo Instituto de Pesquisa Econômica Aplicada (IPEA) com relação ao ano de 2015, Teixeira de Freitas foi considerada a sétima cidade mais perigosa do país, tendo uma taxa de 88,18 homicídios para cada 100 mil habitantes. Segundo também o último censo Mapa da Violência, 22 municípios baianos estavam entre os 100 mais violentos do Brasil. Ao todo foram registrados 4 441 homicídios por arma de fogo no estado, no ano de 2014. Ainda no mesmo censo, o município de Teixeira de Freitas registrou 80 assassinatos por arma de fogo, ficando com uma taxa de homicídio por 100 mil habitantes de 55,7%. Os índices da Bahia e do Brasil foram de 30,7% e 21,2%, respectivamente. A cidade ocupa a 15º posição entre os municípios mais violentos do estado e a 66º posição no país. Cidades com menos de 10 mil habitantes não fizeram parte da pesquisa.
Se a situação em Teixeira de Freitas já é ruim, no resto do sul do estado é ainda pior. Dos 22 municípios mais violentos da Bahia, 9 pertencem a essa região. Teixeira de Freitas ocupa apenas a 8ª colocação entre os mais violentos, atrás de cidades como Itabuna, Ilhéus, Porto Seguro e Eunápolis.

## Cultura

### Esporte

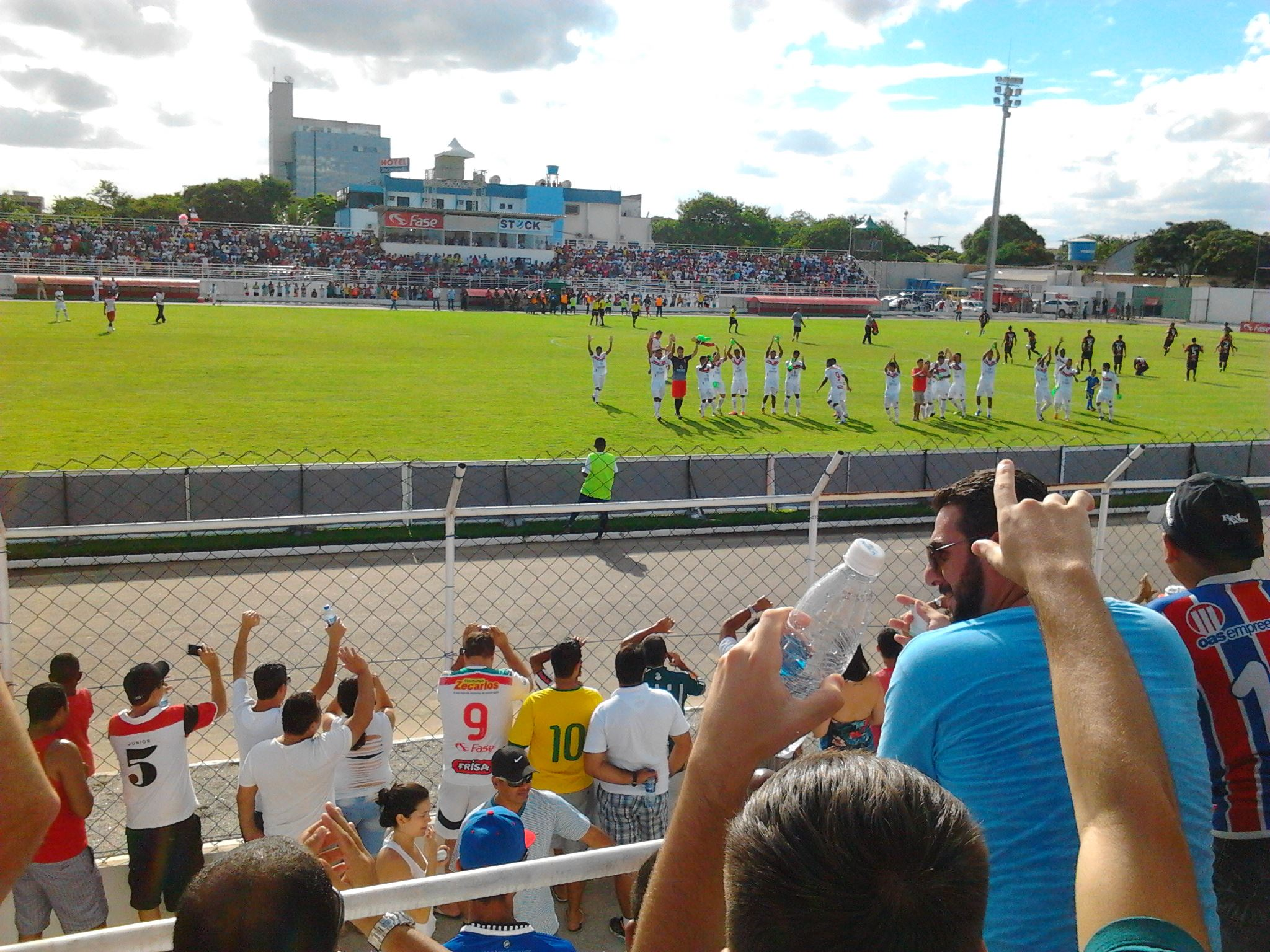
Estádio Tomatão

A Associação Atlética Teixeira de Freitas é o único clube de futebol profissional em atividade no município. A equipe foi fundada em 14 de janeiro de 1995. Depois de 15 anos inativo, o clube retornou ao futebol profissional em 2016, agora conhecido como Portela. Na temporada atual, a equipe disputa o Campeonato Baiano Série B e a Copa Governador do Estado.
A cidade abriga o estádio de futebol Tomatão, com capacidade para 2 493 torcedores. O estádio foi reinaugurado em 2013, após passar por reformas. No ano seguinte, recebeu partidas oficiais do Campeonato Baiano Série A, como sede do Serrano Sport Club. A equipe foi campeã da primeira fase do campeonato[carece de fontes?] e se classificou para a Copa do Nordeste do ano seguinte.
O estádio Tomatão também sedia partidas do Campeonato Baiano Intermunicipal de Futebol, considerado o maior torneio de futebol amador do Brasil. Assim como no futebol profissional da Bahia, o torneio é organizado pela Federação Bahiana de Futebol (FBF).
Outra competição popular no município é o Campeonato de Interbairros, formado por equipes de futebol representantes dos bairros e distritos de Teixeira de Freitas. As partidas são disputadas em campos de futebol amador.